# Salamumu
Salamumu est un village de la côte sud de l'île d'Upolu (Samoa). 
Pour des raisons historiques, il fait partie du district de Gaga'emauga, qui est pourtant situé sur l'autre île de l'archipel, Savai'i. En effet, le village a été créé au début du XXe siècle pour accueillir les habitants de villages détruits par l'éruption du volcan Matavanu.
La population de Salamumu s'élève à 370 personnes, réparties en deux localités, qui conservent des liens étroits avec l'île de Savai'i.